# Capnistis
Capnistis là một chi bướm đêm thuộc họ Erebidae.